# مايا يوشيدا
مايا يوشيدا (باليابانية: 吉田 麻也) من مواليد 24 أغسطس 1988 في هيروشيما في اليابان، لاعب كرة قدم ياباني. بدأ مسيرته الكروية مع نادي ناغويا غرامبوس في عام 2007، ويلعب حاليًا مع نادي شالكه 04، وقد لعب سابقًا مع نادي ساوثهامبتون في الدوري الإنجليزي الممتاز. وقد بدأ باللعب مع منتخب اليابان لكرة القدم في عام 2010.

## أهدافه الدولية
| # | موعد         | المكان      | الخصم  | النتيجة | الحصيلة | المسابقة                           |
| - | ------------ | ----------- | ------ | ------- | ------- | ---------------------------------- |
| 1 | 9 يناير 2011 | الدوحة، قطر | الأردن | 1–1     | 1–1     | كأس الأمم الآسيوية لكرة القدم 2011 |

## روابط خارجية
- مايا يوشيدا على موقع الاتحاد الدولي (مؤرشف)  (الإنجليزية)
- مايا يوشيدا على موقع الاتحاد الأوربي (الإنجليزية)
- مايا يوشيدا على موقع رابطة كرة القدم اليابانية للمحترفين (اليابانية)
- مايا يوشيدا على موقع الدوري الأمريكي (الإنجليزية)
- مايا يوشيدا على موقع إي إس بي إن إف سي (الإنجليزية)
- مايا يوشيدا على موقع قاعدة بيانات كرة القدم.إي يو (الإنجليزية)
- مايا يوشيدا على موقع ليكيب (الفرنسية)
- مايا يوشيدا على موقع ناشيونال فوتبول تيمز (الإنجليزية)
- مايا يوشيدا على موقع Soccerbase.com (لاعب) (الإنجليزية)
- مايا يوشيدا على موقع Soccerway.com (الإنجليزية)